# Ярославцев, Валерий Михайлович
Валерий Михайлович Ярославцев (17 октября 1942, СССР — 2 марта 2008) — советский хоккеист, нападающий. Мастер спорта СССР (1961). Старший брат Виктора Ярославцева.

## Биография
Воспитанник «Спартака».
Выступал за московские «Спартак» (1960—1964) и «Крылья Советов» (1964—1965), минское «Торпедо» (1965—1968), раменский «Сатурн» (1969—1970), «Автомобилист» (1970—1971) и «Энергию» (1971—1972) из Ермака. В составе красно-белых провел 95 матчей (25 шайб). Всего в чемпионатах СССР провёл около 200 матчей, в которых забил 32 гола.
В 1959—1960 гг. играл в футбол за дублирующий состав московского «Спартака».
Скончался 2 марта 2008 года, похоронен на Преображенском кладбище Москвы.

## Достижения
- Чемпион СССР — 1962[3].
- Бронзовый призёр чемпионата СССР — 1963, 1964[3].